# ماترا در برابر گودزیلا
ماترا در برابر گودزیلا (به انگلیسی: Mothra vs. Godzilla) فیلمی در ژانر علمی تخیلی به مدت ۸۸ دقیقه به کارگردانی ایشیرو هوندا محصول کشور ژاپن در سال ۱۹۶۴ است.